# Dorothy Wilding

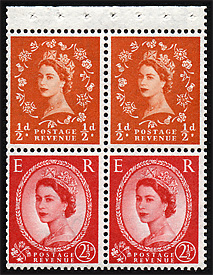
Dauermarkenserie Elisabeth II. (1951–1971) auf Basis eines Porträtfotos von Wilding

Dorothy Frances Edith Wilding (* 10. Januar 1893 in Gloucester; † 9. Februar 1976 in Kensington, London) war eine englisch-britische Porträt-Fotografin.  Sie hatte Studios in London und New York City. Sie ist bekannt für ihre Porträts der britischen Königsfamilie, von denen einige zur Illustration von Briefmarken verwendet wurden, und insbesondere für ihre Studien von Schauspielern und Berühmtheiten, die Glamour mit modernistischer Eleganz verbanden. Der Fotografie-Kurator Val Williams bemerkte Wildings Kombination aus Geschäftssinn und tiefem Verständnis für ästhetische Wirkung: „Niemand wusste besser als Dorothy Wilding, welche Macht die Fotografie hat, um das gewünschte Image zu schaffen oder zu zerstören.“

## Leben
Wilding wurde in Longford, einem Dorf am Rande von Gloucester, als jüngstes von neun Kindern von Richard Wilding, einem Handelsreisenden, und seiner zweiten Frau Mary Martha Edwards geboren. Im Alter von vier Jahren wurde sie zu ihrer kinderlosen Tante und ihrem Onkel Thomas und Fanny Hayter in Cheltenham gegeben. Sie wollte Schauspielerin oder Künstlerin werden, doch diese Berufswahl wurde von ihrem Onkel nicht unterstützt, so dass sie sich stattdessen für die Fotografie entschied, die sie ab ihrem sechzehnten Lebensjahr zu erlernen begann. Wilding sammelte Studioerfahrung bei der amerikanischen Porträtistin Marion Nielson, bevor sie als Retuscheurin für Richard Speight in der New Bond Street arbeitete; 1914 eröffnete sie ihr erstes Studio.
Bis 1929 war Wilding bereits einige Male umgezogen und hatte in ihrem Studio in der Bond Street Theaterstars angezogen. 1928 porträtierte sie erstmals die britische Königsfamilie, und zwar den 26-jährigen Prinz George. Sechs Jahre später wurde Wilding ausgewählt, um die offiziellen Verlobungsfotos von Prinz George vor seiner Hochzeit mit Prinzessin Marina von Griechenland zu machen. Im Jahr 1935 war Wilding an einem Freitag für eine „Mrs. Simpson“ gebucht und nicht im Studio. Stattdessen fotografierte für sie ihre leitende stellvertretende Fotografin Maryon Parham Wallis Simpson, die künftige Herzogin von Windsor, die von Edward, dem Prinzen von Wales, ins Studio begleitet wurde – zu einer Zeit, als die Beziehung in der britischen Presse noch nicht erwähnt wurde. Ein handkoloriertes Bild aus dieser Sitzung sollte 1937 auf der Titelseite des Time Magazine erscheinen und Wallis als „Frau des Jahres“ auszeichnen.
1937 eröffnete Wilding ein zweites Studio in der 56th Street in New York City, das sie gemeinsam mit ihrem Ehemann, dem Architekten Tom Leighton-Pearce, entwarf. Eine weitere wichtige Serie von königlichen Porträts wurde ebenfalls während Wildings Aufenthalt in Amerika aufgenommen. Auf diese folgte schließlich das berühmte Wilding-Porträt der frischgebackenen Queen Elizabeth II., das für eine Serie von Briefmarken des Vereinigten Königreichs verwendet wurde, die zwischen 1952 und 1971 im Einsatz waren, sowie für eine Serie kanadischer Briefmarken, die von 1954 bis 1962 verwendet wurden. 
Eine frühere Porträtsitzung mit Elizabeth Bowes-Lyon, der Ehefrau von George VI., hatte sich in ein Doppelporträt des königlichen Paares verwandelt und wurde für die Krönungsbriefmarke von 1937 angepasst. Dieses Porträt führte dazu, dass sie die erste Frau war, die eine königliche Erlaubnis erhielt, als offizielle Fotografin eines Königs und einer Königin bei deren Krönung zu arbeiten.
Neben Mitgliedern der königlichen Familie fotografierte Wilding viele berühmte Persönlichkeiten, darunter Filmstars und Berühmtheiten der 1920er und 1930er Jahre, darunter Noël Coward, Jessie Matthews, Diana Wynyard, Harriet Cohen, Cecil Beaton, Vivien Leigh, George Bernard Shaw, Earl Mountbatten of Burma, Anna May Wong, Aldous Huxley, Gladys Cooper, Tallulah Bankhead, Helen Wills Moody, Raymond Massey, Maurice Chevalier, Nancy Astor, Diana Wynyard, Douglas Fairbanks junior, Barbara Hutton.
In ihrem New Yorker Studio fotografierte sie Fannie Hurst und Gertrude Lawrence zur Zeit ihres Auftritts in Pygmalion. In den 1940er und 1950er Jahren fotografierte sie unter anderem Barbara Cartland, Ralph Hancock, Daphne du Maurier, John Gielgud, Norman Hartnell, Harry Belafonte, Louis Jourdan, Yehudi Menuhin, William Somerset Maugham, Yul Brynner und Claire Bloom.
Wilding machte Aktfotografien im malerischen Stil, darunter der Tänzer Jacques Cartier und das Künstlermodell Rhoda Madge Beasley.
Wildings Stil der Studioporträts kam Ende der 1950er Jahre aus der Mode. Sie stellte ihre Arbeiten 1957 zum letzten Mal auf dem Londoner Salon of Photography aus. Ihre Autobiographie, In Pursuit of Perfection, wurde 1958 veröffentlicht. Sie verkaufte ihr Geschäft an einen ihrer Assistenten, Tom Hustler, der das Studio bis 1973 weiterführte.
Wilding starb 1976 an Herzversagen. Einen großen Teil ihres Vermögens vermachte sie vielen ihrer langjährigen Assistenten. Die National Portrait Gallery besitzt über 900 ihrer Originalnegative und -abzüge. Ihre Arbeiten sind unter anderem auch in der Sammlung der Royal Photographic Society im National Museum of Photography, Film and Television in Bradford vertreten.

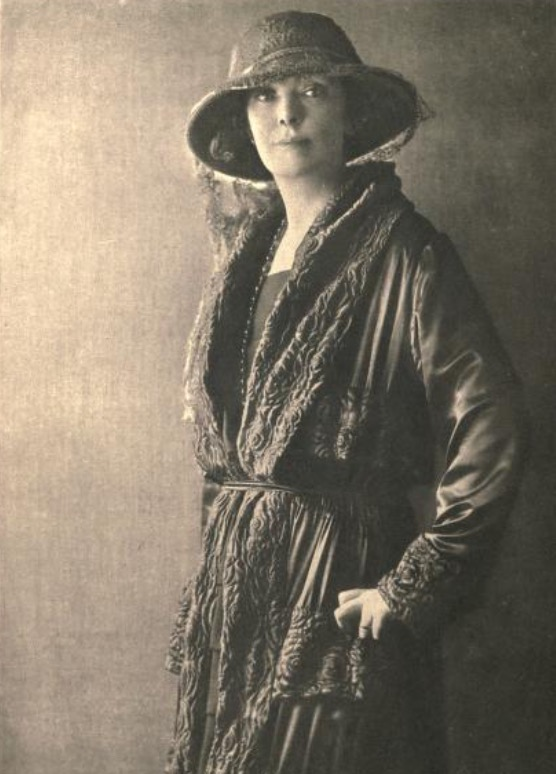
Angela Forbes (Socialite), 1921
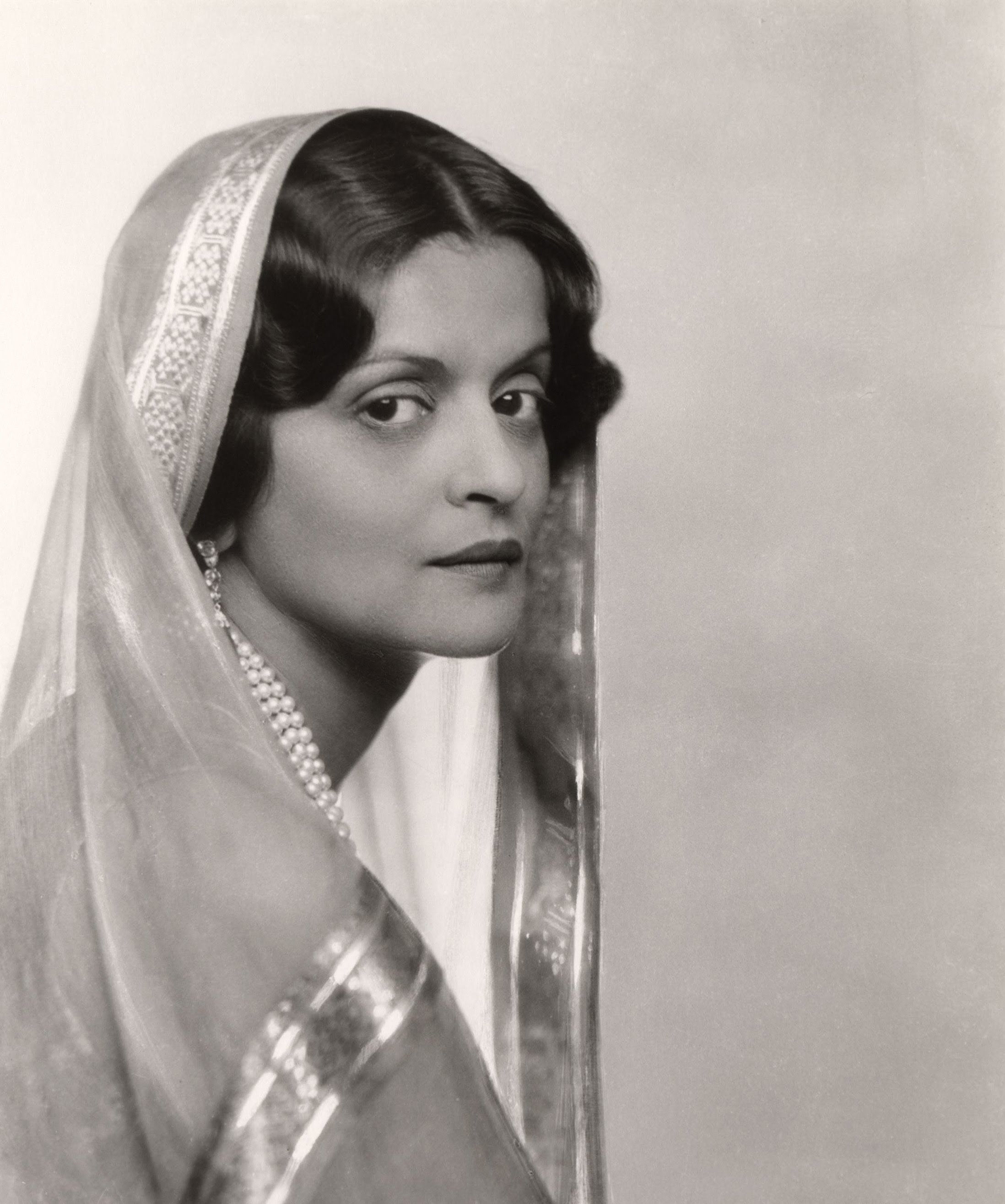
Indira Devi, Maharani von Cooch Behar, Britisch-Indien, 1928
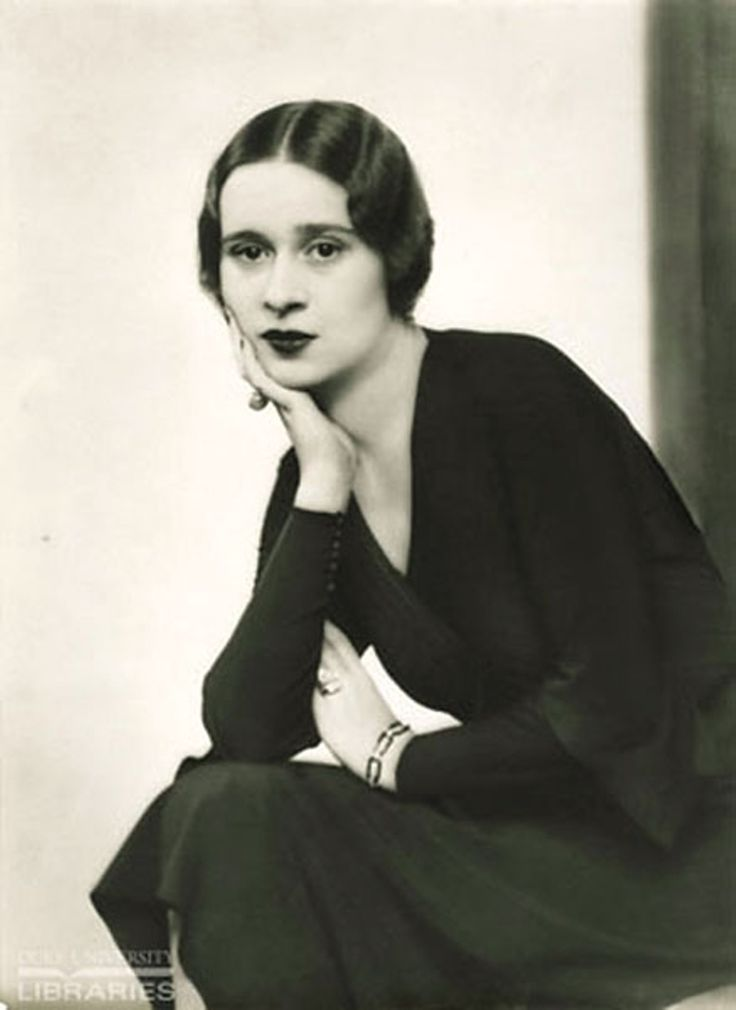
Gloria Morgan-Vanderbilt, 1933
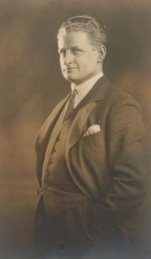
Ralph Hancock (Gartenarchitekt), 1938